# Fabbrico
Fabbrico (Fàvregh nel dialetto locale, Favrich in dialetto reggiano) è un comune italiano di 6 849 abitanti della provincia di Reggio Emilia in Emilia-Romagna.

## Geografia fisica
Il comune, situato nella pianura Padana, dista 27 km da Reggio Emilia. Il territorio comunale è formato, oltre che dal capoluogo, dalle località di Ponte Bisciolino, Rifugio, Quattro Formagge, San Genesio per un totale di 23 chilometri quadrati. Fabbrico confina a nord col comune di Reggiolo, ad est col comune di Rolo e con quello modenese di Carpi, a sud con quello di Rio Saliceto e ad ovest con Campagnola Emilia.

## Storia
L'antico nome di Fabbrico è Favrega ed era chiamato così a causa delle numerose coltivazioni di fave nel territorio. In dialetto Fabbrico viene infatti chiamato Favregh
Il primo documento che la menziona risale all'anno 772, due secoli dopo, nel 980, Ottone II in uno scritto, conferma la proprietà di una pieve ivi ubicata al vescovo di Reggio Emilia.
Il territorio di Fabbrico entrò a far parte dei possedimenti di Giberto III da Correggio, detto "il Difensore", nei primi anni del XIV secolo.
Nonostante il rafforzamento del castello voluto dai da Correggio, i ripetuti attacchi delle famiglie rivali, in primo luogo gli Este e la guerra tra Spagna e Francia, culminarono con la distruzione del castello nel 1557 e la caduta del Principato di Correggio nelle mani Estensi nel 1635, i quali governarono la villa, ad eccezione del periodo napoleonico, sino alla unità d'Italia nel 1859.

### Guerra di Liberazione
In seguito alla caduta di Mussolini del 25 luglio 1943, i prefetti nominati dal governo Badoglio procedettero alla sostituzione di tutti i sindaci compromessi col fascismo. A Fabbrico il giorno 12 agosto 1943, il nuovo prefetto di Reggio Emilia Renato Vittadini procedette alla sostituzione del podestà Edgardo Marani, che era in carica dal 1941, con il commissario prefettizio Silvio Cesare Terzi che era un giovane proprietario terriero non iscritto ad alcun partito.
Episodio centrale della guerra di Liberazione a Fabbrico fu la battaglia che avvenne il 27 febbraio 1945. Le cronache di allora contarono più di 30 morti tra i fascisti, 3 partigiani e 1 civile rastrellato colpito alla schiena mentre raggiungeva la salvezza. Questa battaglia ebbe un grande rilievo nell'opinione pubblica delle provincie limitrofe per il risultato militare eclatante e per l'ardita azione in campo aperto privo di difese naturali.
I martiri di Fabbrico furono:
- Piero Foroni (Ratto)[7], classe 1922, 77ª Brigata SAP "Fratelli Manfredi", distaccamento "Leo, Pier, Luigi"
- Leo Morellini (Bigatto), classe 1914, 77ª Brigata SAP "Fratelli Manfredi", distaccamento "Leo, Pier, Luigi"
- Luigi Bosatelli (Enzo), classe 1924 da Milano, 77ª Brigata SAP "Fratelli Manfredi", distaccamento "Leo, Pier, Luigi"
- Genesio Corgini, civile

Poco prima della liberazione del paese, il 15 aprile 1945, nell'eccidio della Righetta trovarono la morte sette partigiani della 77ª Brigata SAP; i cadaveri poterono essere seppelliti solo parecchi giorni dopo, a liberazione avvenuta.

### Simboli
Il gonfalone è un drappo partito di bianco e di azzurro.

## Monumenti

### Architetture religiose
- La Chiesa parrocchiale di Santa Maria Assunta nel capoluogo, costruita tra il 1685 ed il 1688.

### Architetture civili
- Il Castello Guidotti, risalente al XIII secolo[8] e ricostruito a seguito della devastazione delle truppe Estensi nel 1557, fu residenza dei Conti da Correggio sul finire del XVI secolo. Con il passaggio del Principato agli Este, il castello viene ridotto a deposito ed acquistato nel 1676 dalla famiglia Guidotti, che ne adibirono parte all'attività di manifattura e commercio di prodotti tessili e che ancora oggi lo abitano.

## Società

### Evoluzione demografica
Abitanti censiti

### Etnie e minoranze straniere
Al 31 dicembre 2017 gli stranieri residenti a Fabbrico sono 977, pari al 14,8% della popolazione comunale. Le nazionalità più numerose sono:
- Pakistan: 436
- India: 209
- Cina:  61
- Ucraina: 35
- Turchia: 34

## Cultura

### Eventi
- 27 febbraio: anniversario della battaglia partigiana avvenuta nel 1945. In questo giorno, che è festivo, sono chiuse le scuole e le attività di tutti i settori lavorativi.
- il paese rende omaggio ai propri caduti con un corteo che dal centro storico si dirige verso il cippo commemorativo situato appena fuori dal paese. Ogni anno partecipa un personaggio di interesse politico o sociale di rilevanza nazionale in qualità di oratore.
- Idea Verde: mostra mercato di vivaistica e floricoltura, attrezzatura e arredo del verde, apicoltura. Solitamente si svolge la seconda domenica di aprile. Quando coincide con la Pasqua, la fiera passa al fine settimana successivo. È l'evento più importante per il paese e richiama diverse migliaia di persone dai paesi limitrofi. Ha preso il posto della antica fiera che si svolgeva in coincidenza del patrono nel mese di agosto.
- 25 agosto: san Genesio, mimo e martire, patrono di Fabbrico.

## Economia
Fabbrico è stato, fino alla seconda metà del XX secolo, un paese di economia prevalentemente agricola, mentre oggigiorno prevale il settore artigianale ed industriale, prevalentemente nei settori della siderurgia, chimica e meccanica.
La prima realtà industriale del territorio fabbricese fu la fabbrica di trattori agricoli Landini, fondata nel 1884 da Giovanni Landini, ed ancora oggi una delle più importanti aziende della zona.

## Infrastrutture e trasporti

### Strade
Il comune è attraversato dalla Strada Provinciale 4 che da Campagnola Emilia porta al confine con la provincia di Modena, nel comune di Novi di Modena.
Il comune non è raggiungibile direttamente tramite autostrada (anche se il tracciato dell'Autostrada A22 del Brennero evita il territorio fabbricese solo per poche centinaia di metri); il casello più vicino è quello di Reggiolo-Rolo sulla stessa autostrada.

### Ferrovie
La stazione ferroviaria della rete nazionale più vicina è quella di Rolo-Novi-Fabbrico sulla linea Verona-Mantova-Modena.
Fabbrico non è servita da alcuna linea ferroviaria. Il comune avrebbe dovuto essere collegato dalla Rolo-Novellara, mai realizzata, un prolungamento della Rolo-Mirandola costruita, ma mai entrata in funzione.

## Amministrazione
Di seguito è presentata una tabella relativa alle amministrazioni che si sono succedute in questo comune.
| Periodo         | Periodo         | Primo cittadino  | Partito | Carica  | Note |
| --------------- | --------------- | ---------------- | ------- | ------- | ---- |
| 1945            | 1951            | Armando Bellesia |         | Sindaco |      |
| 1951            | 19 giugno 1962  | Nedo Borciani    |         | Sindaco |      |
| 20 giugno 1962  | 13 luglio 1970  | Lino Ferretti    |         | Sindaco |      |
| 14 luglio 1970  | 28 ottobre 1981 | Franco Terzi     |         | Sindaco |      |
| 29 ottobre 1981 | 27 maggio 1987  | Fabrizio Vezzani |         | Sindaco |      |
| 28 maggio 1987  | 17 giugno 1990  | Ettore Bigi      |         | Sindaco |      |
| 18 giugno 1990  | 12 giugno 1999  | Orfeo Gozzi      |         | Sindaco |      |
| 13 giugno 1999  | 7 giugno 2009   | Roberto Ferrari  |         | Sindaco |      |
| 8 giugno 2009   | 25 maggio 2014  | Luca Parmiggiani |         | Sindaco |      |
| 26 maggio 2014  | 26 maggio 2019  | Maurizio Terzi   |         | Sindaco |      |
| 27 maggio 2019  | in carica       | Roberto Ferrari  |         | Sindaco |      |

## Sport

### Calcio
La squadra locale è il Fabbrico Calcio 1926, militante nel campionato di eccellenza emiliano-romagnola. Stadio comunale Camillo Soprani

## Onorificenze
Fabbrico è tra le città decorate al valor militare per la guerra di liberazione, insignita della medaglia di bronzo al valor militare per i sacrifici delle sue popolazioni e per l'attività nella lotta partigiana durante la seconda guerra mondiale: